# John Huchra
John Peter Huchra (* 23. Dezember 1948 in Jersey City; † 8. Oktober 2010 in Lexington) war ein US-amerikanischer Astronom.
Über viele Jahre maß er Rotverschiebungen von Galaxien, um die Struktur des Universums zu bestimmen. 1989 entdeckte er dabei zusammen mit Margaret Geller die Große Mauer. Er entdeckte die bekannte Gravitationslinse, die für das Einsteinkreuz verantwortlich ist und heute als Huchras Linse bezeichnet wird.
Er war Vize-Provost an der Harvard University und Professor für Astrophysik am Harvard-Smithsonian Center for Astrophysics. 1991 wurde er in die American Academy of Arts and Sciences gewählt, 1992 wurde er Fellow der American Physical Society, 1993 Mitglied der National Academy of Sciences. Er war auch eine Zeit lang Vorsitzender des US-Komitees bei der Internationalen Astronomischen Union und von 2008 bis 2010 Präsident der American Astronomical Society.
Der Asteroid (4656) Huchra wurde nach ihm benannt.